# Luco dei Marsi
Luco dei Marsi är en ort och kommun i provinsen L'Aquila i regionen Abruzzo i Italien. Kommunen hade 6 083 invånare (2018).